# Provinz Umm al-Bawāqī
Die Provinz Umm al-Bawāqī (arabisch ولاية أم البواقي, DMG Wilāyat Umm al-Bawāqī, tamazight  ⴰⴳⴻⵣⴷⵓ ⵏ ⵓⵎⵍⴻⴱⵡⴰⵖⵉ Agezdu n Umlebwaɣi) ist eine Provinz (wilāya) im nordöstlichen Algerien.
Die Provinz liegt südlich der ostalgerischen Großstadt Constantine und umfasst eine Fläche von 6712 km².
Rund 612.000 Menschen (Schätzung 2006) bewohnen die Provinz, die Bevölkerungsdichte beträgt somit rund 91 Einwohner/km².
Hauptstadt der Provinz ist Umm al-Bawāqī, die einzige Stadt mit über 100.000 Einwohnern ist Ain Beida.